# Хана (держава)
Хана або Гана — стародавня держава у Верхній Месопотамії зі столицею в Теркі, яка здобула самостійність після занепаду держави Марі. У середині XVII ст. до н. е. зазнало поразок від каситів. Остаточно припинила існування внаслідок війн з Мітанні.

## Історія
Поселення на місці майбутньої держави існувало вже III тис. до н. е. В цей час ці землі перебували під зверхністю Третьої династії Уру. Після занепаду останньої наприкінці III тис. до н. е. ці землі були закинуті та знелюднені.
Відродження відбувається на початку II тис. до н. е. Тоді ж утворюється місто-держава Терка, де посів Іла-кабкабу, що прийняв титул ішші-аккума. Доволі швидко Терка потрапляє під владу держави Марі. Згодом цар Хани Шамші-Адад I зумів підкорити Марі, Ассирію та встановити зверхність над більшістю аморейських держав. Після його смерті Хана розпалася і невдовзі вкотре визнало зверхність Марі.
Лише після поразки Марі близько 1760/1759 року до н. е. від вавилонського царя Хаммурапі Терка стає незалежною. Більшість земель Марі увійшла до Вавилонського царства. Новоутворена держава Хана отримала північніші володіння колишньої Марі. Сама назва «Хана», на думку дослідників, походить від назви аморейського клану або підплемені.
Поступово відбувається посилення Хани. Відомі успішні кампанії проти вавилонського царя Абі-ешу, внаслідок чого на початку XVII ст. до н. е. Хана зайняла усі землі Марі. Втім уже в середині того ж сторіччя каситський вождь Каштіліаш II повалив Аморейську династію Хани, встановивши тут Каситську. З цього часу історія Хана пов'язана з каситами.
На початку XVI ст. до н. е. ханейські царі зайняли Вавилон. Вважається, що в середині XV ст. до н. е. цар Агум II зазнав поразки від Мітанні, яке захопило Хану. За іншою, більш правдоподібною, версією в Хані запанувала молодша гілка Каситської династії і лише у XV ст. до н. е. Мітанні підкорило Хану.

## Територія і населення
Розташовувалося в середній течії річки Євфрат, біля впадіння річки Хабур. Столицею було міста Терка, руїни якого було знайдено неподалік сучасного сирійського міста Аль-Ашара.
На початковому етапі існування територію населяли східносемітські племена (аккадци), згодом їх асимілювали або витіснили західносемітські племена, відомі як амореї. Основним стало плем'я яміна (перекладається як «правий» або «південь»). З кінця XVII ст. до н. е. значною групою населення стають касити.

## Господарство
Основу становили сільське господарство, скотарство і посередницька торгівля.